# بنتافيجين

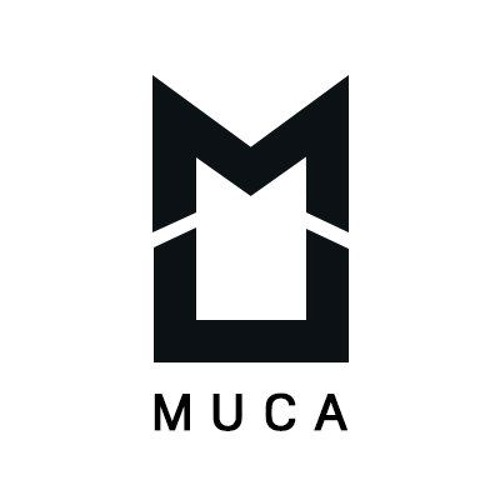

بنتافيجين (Pentavision) كانت شركة كورية جنوبية تعمل في تطوير ألعاب الفيديو . كانت تابعة لـ نيوز جيمز ثم في يوليو 2012 اندمجت مع جيم أون ستوديوز. من ألعابها دي جي ماكس بورتبل وإس 4 ليج.

## وصلات خارجية
- الموقع الرسمي